# 世界運動舞蹈總會
世界運動舞蹈總會（英語：World DanceSport Federation，縮寫：WDSF）創立於1957年。是世界性舞蹈運動的組織。

## 歷史
- 1935年國際業餘舞蹈總會（FIDA）成立於捷克布拉格。
- 1956年國際業餘舞蹈總會解散。
- 1957年國際業餘舞者協會（ICAD）成立於德國威斯巴登。
- 1990年國際業餘舞者協會更名為國際運動舞蹈總會。
- 1992年成為國際單項運動總會聯合會成員。
- 1995年總會和運動舞蹈獲得國際奧林匹克委員會的臨時承認。世界搖滾聯盟（WRRC）加入本會。成為國際世界運動總會成員。
- 1997年成為國際奧林匹克委員會認可的國際單項體育總會。
- 2004年國際舞蹈組織（IDO）加入本會。
- 2006年成立運動員委員會和紀律委員會。
- 2011年更名為世界運動舞蹈總會（WDSF）。

## 外部連結
- 世界運動舞蹈總會 （页面存档备份，存于）
- 中華民國體育運動舞蹈總會 （页面存档备份，存于）
- 中國體育舞蹈聯合會 （页面存档备份，存于）
- 中國體育舞蹈運動聯合會 （页面存档备份，存于）